# Thomas Brand (3e vicomte Hampden)
Thomas Walter Brand, 3e vicomte Hampden (29 janvier 1869 – 4 septembre 1958) est un militaire et pair héréditaire britannique.

## Biographie

### Jeunesse
Il est le fils d'Henry Brand, 2e vicomte Hampden et de Susan Cavendish.
Il fait ses études à Eton et au Trinity College de Cambridge .
Il participe en 1899 au premier match international de polo entre l'Angleterre et l'Australie à Melbourne aux côtés de George Bellew-Bryan, 4e baron Bellew.

### Carrière militaire
Thomas Brand sert comme officier dans le Hertfordshire Regiment et pour le 10th Royal Hussars pendant la Seconde Guerre des Boers en Afrique du Sud en 1899. Il est ensuite secrétaire particulier du comte Cawdor en 1905; puis brigadier-major dans les forces armées britanniques de 1908 à 1910.  Plus tard, il sert comme commandant du 1er bataillon à partir de février 1913. Après le déclenchement de la Première Guerre mondiale, les Hertfordshire furent déployés sur le front occidental et Thomas Brand resta aux commandes jusqu'en janvier 1915. Par la suite, il est promu général de brigade et nommé commandant de la 126e brigade (East Lancashire) à Gallipoli, de la 6e brigade à cheval avec la Western Frontier Force et plus tard de la 185e (2/1e West Riding) brigade à la bataille de Cambrai et de la bataille de Cambrai. batailles de 1918,,. Entre 1935 et 1939, il est colonel du 10e Royal Hussars.

### Carrière politique
Il succède à son père Henry Brand, 2e vicomte Hampden à la Chambre des lords. Il ne semble pas avoir pris part aux débats mais selon son petit-fils, il aurait obscurément siégé.

## Famille
Il épouse, le 29 avril 1899, Katharine Mary Montagu Douglas Scott (1875-1951), fille de William Montagu-Douglas-Scott et de Louisa Jane Hamilton. Ils ont huit enfants :
- Thomas Brand, 4e vicomte Hampden (30 mars 1900 - 17 octobre 1965) épouse Leila Emily Seely (24 août 1900 - 27 octobre 1996), dont descendance ;
- David Brand, 5e vicomte Hampden (14 juin 1902 - 4 septembre 1975) épouse Imogen Alice Rhys (27 août 1903 - 23 mars 1901), dont descendance ;
- Joan Louisa Brand (7 décembre 1904 - ?) épouse Basil Samuel Hill Hill-Wood (5 février 1900 - 3 juillet 1954), dont descendance ;
- Barbara Constance Brand (1er avril 1907 - 28 août 2000) épouse Ronald Harry Higham (14 janvier 1884 - 29 octobre 1966), dont descendance ;
- Ranulph William Brand (9 décembre 1909 - 6 octobre 1912), célibataire, sans enfants ;
- Elizabeth Margaret Brand (21 septembre 1911 - ?) épouse Cecil Chadwick Lomax (11 octobre 1898 - juillet 1988), dont descendance ;
- Monica Dorothy Brand (3 mars 1914 - 23 octobre 2009) épouse D'Arcy Lambton (10 juillet 1908 - 18 novembre 1938), dont descendance ;
- Charles Andrew Brand (14 juillet 1920 - 25 avril 1978), célibataire, sans enfants.

## Distinctions

### Décorations  britanniques
- Chevalier grand croix de l'Ordre royal de Victoria (2 janvier 1935)
- Chevalier commandeur de l'Ordre du Bain (1921)
  -  Compagnon de l'Ordre du Bain (1917)
- Compagnon l'Ordre de Saint-Michel et Saint-Georges (3 juin 1915)
- Chevalier du Très vénérable ordre de Saint-Jean
- 1914 Star
- British War Medal (26 juillet 1919)
- Victory Medal (1er septembre 1919)
- Médaille du couronnement du roi George V (30 juin 1911)
- Médaille du jubilé d'argent de George V (6 mai 1935)
- Médaille du couronnement du roi George VI (12 mai 1937)
- Médaille du couronnement d'Élisabeth II (2 juin 1953)

### Décorations étrangères
- Chevalier de la Légion d'honneur